# Nasazení softwaru
Nasazení softwaru (anglicky Software deployment) je v informatice souhrn všech činností, které připravují softwarový systém k použití.
Nasazení softwaru zahrnují následující aktivity:
- Vydání softwaru
- Instalace a aktivace
- Aktualizace
- Sledování verzí
- Deaktivace
- Odinstalace